# Aetanthus paxianus
Aetanthus paxianus là một loài thực vật có hoa trong họ Loranthaceae. Loài này được Pacz. mô tả khoa học đầu tiên năm 1911.